# مستر أولمبيا 1967
بطولة مستر أولمبيا 1967 هي النسخة الثالثة من بطولة مستر أولمبيا للمحترفين بكمال الأجسام، أقيمت نهائياتها في 29 سبتمبر 1967، بمدينة نيويورك الأمريكية.

## نظرة عامة
كانت المنافسة هذا العام بين كل من سيرجيو أوليفا، وهارولد بول، وتشاك سايبس وديف درابر.

## النتائج الكاملة
| المركز | الاسم         | الدولة           |
| ------ | ------------- | ---------------- |
| 1      | سيرجيو أوليفا | كوبا             |
| 2      | تشاك سايبس    | الولايات المتحدة |
| 3      | هارولد بول    | الولايات المتحدة |
| 4      | ديف درابر     | الولايات المتحدة |